# Atzegi
Atzegui es una Asociación sin ánimo de lucro en favor de las personas con discapacidad intelectual creada en Guipúzcoa (España) en el año 1960.
Fue impulsada por José Eguía Careaga y un grupo de familiares que se unieron para luchar en favor de los derechos de las personas con discapacidad intelectual.
Su función  es acompañar en todo el proceso vital a las personas con discapacidad intelectual,  desde su nacimiento hasta la última etapa de la vida, ofreciendo asesoramiento a las familias y servicios a los afectados allá donde lo necesiten.
En el año 2004 tenía 1783 familias asociadas.

## Historia
1960: Comenzó su andadura de la mano de José Eguía que cedió varias fincas donde se asentaron las primeras actuaciones.
1962: Se instaló el primer centro  en Villa Careaga. Años después se trasladó al Parque de Miramón, tras la creación del Patronato San Miguel.
1964:  Participó en la creación de la Federación Española de Asociaciones en favor de las personas con discapacidad intelectual, hoy conocida como Plena Inclusión que aglutina 950 entidades y 150000 personas.
1967: Creó el primer centro en España para discapacitados profundos en villa Ullazpi, también cedida por José Eguía
1975:  Participó en la creación de los talleres Gureak, primeros talleres protegidos.
1977: Creación de la primera residencia
1983: Creación de la Fundación Tutelar Atzegi
1989: La Diputación Foral de Guipúzcoa asumió la gestión creando y desarrollando diferentes programas como de respiro familiar o de inclusión en el trabajo entre otros.
La memoria del año 2004 reflejaba que  contaba con 1.783 familias asociadas, 2.943 socios colaboradores y 2.042 voluntarios.

## Objetivos
- No estar solos. Proporcionar a las familias un lugar en el que poder sentirse escuchadas, entendidas para poder compartir sentimientos, experiencias y crear un clima de grupo que lucha en favor de unos derechos.
- Ofrecer oportunidades de desarrollo a las personas con discapacidad. Creando servicios que fomenten la autonomía de estas personas e ir desarrollándolos en función de las necesidades que pudieran surgir.
- Sensibilizar a la sociedad acerca del valor de este colectivo con el fin de crear un entorno positivo que ayude a las personas con discapacidad intelectual de Guipúzcoa a sentirse aceptadas, valoradas y partícipes de pleno derecho en la sociedad.[4]

## Distinciones
El mayor premio que ha obtenido Atzegi a lo largo de su historia es el agradecimiento que le muestra la sociedad guipuzcoana por su labor en favor de sus discapacitados.
Algunos galardones obtenidos :
2017: Premio Voluntariado otorgado por la Diputación Foral de Guipúzcoa.
2022: Premio de deporte del Ayuntamiento de  Beasáin.